# Vercingetoriks
Vercingétoriks (latinsko: Vercingetorix ali Vercingetorius), poglavar galskega plemena Arvernov, ki je združil Galce v nazadnje neuspešnem uporu proti rimski vojski v zadnji fazi Julij Cezarjevih galskih vojn, * okoli leta 82 pr. n. št., † 46 pr. n. št..
Na oblast je prišel leta 52 pr. n. št., ko je zbral veliko galsko vojsko in se v Gergoviji zazglasil za kralja. Kmalu zatem je sklenil zavezništva z drugimi galskimi plemeni in prevzel poveljstvo nad združeno galsko armado. Vojsko je povedel v največji galski upor proti rimski oblasti. Po porazu v bitki pri Aleziji leta 52 pr. n. št. se je vdal in bil pet let v rimskem ujetništvu. Leta 46 pr. n. št. so ga na Cezarjevi triumfalni paradi razkazovali po Rimu in ga nato usmrtili. Poznan je predvsem iz Cezarjevih  Komentarjev galsih vojn.

## Ime
Etimologija imena Vercingetoriks je še vedno sporna. Najbolj splošno sprejeta jezikovna analiza ga razlaga kot sestavljenko iz galskih besed ver-, ki pomeni 'nad' ali 'preko' in je sorodna z latinskim super in grškim hyper, kingeto-, ki pomeni 'vojščak',  in riks, ki pomeni 'kralj' in je sorodna latinskemu rex in sanskrtskemu rāja-. Njegovo ime bi torej lahko pomenilo "velik bojevnik kralj" ali "kralj velikih bojevnikov".
Plutarh ga v Cezarjevem življenju imenuje Vergentorix.

## Zgodovina
Leta 58 pr. n. št. je bil za guvernerja rimske province Narbonske Galije, sedanje Provanse, imenovan Julij Cezar. Cezar je v naslednjih letih nadaljeval s podjarmljanjem  galskih plemen. Oblast nad njimi je vzdrževal s premišljeno strategijo deli in vladaj (divide et impera).  Med galsko elito je vnesel razdor, tako da je favoriziral in politično podprl samo nekatere poglavarje.  Poskusi uporov, na primer Ambioriksov leta 54 pr. n. št., so imeli samo lokalno podporo. Galska plemena je v uporu proti Rimljanom uspelo združiti šele Vercingetoriksu, čigar očeta Keltila so usmrtili rojaki, ker je nameraval zavladati celi Galiji, združiti galska plemena in uvesti sodobejše načine vojskovanja. 
Upor, ki ga je nazadnje vodil Vercingetoriks, se je začel na začetku leta 52 pr. n. št., medtem ko je Cezar zbiral vojake v Cisalpski Galiji. Prvo potezo so naredili Karnuti pod Kotuatovim in Konetodunovim vodstvom. Bili so prepričani, da bo Cezar zmeden zaradi nemirov po smrti Publija Klodija Pulhra in začeli pobijati Rimljanje, ki so prebivali na njihovem ozemlju.
Vercingetoriks je bil mlad arvernski plemič iz Gergovije,ki je vzpodbudil svoje položnike, da se pridružijo uporu. Ker je plemstvo, med njimu tudi njegov stric Gobanicij, menilo, da je upiranje Rimljanom zelo rizkantno, so Vercingetoriksa in njegove pristaše izgnali iz mesta.  Vercingetoriks ni izgubil poguma. Okoli sebe je zbral vojsko podložnikov, zasedel mesto in se razglasil za kralja. Povezal se je s sosednjimi plemeni, ki so mu enoglasno zaupala vrhovno poveljstvo nad združeno armado. Svojo avtoriteto je utrdil z uvedbo stroge discipline in jemanjem talcev. Privzel je strategijo umikov v naravne trdnjave in požgane zemlje. S požiganjem mest in pridelkov je Rimljanom preprečil, da bi se preživljali iz domačih virov.  
Vercingetoriksova vojska je na začetku zmagala v nekaj manjših spopadih z rimskimi  enotami pod poveljstvom  Cezarja in njegovega generala Tita Labiena. Rimljani so kljub temu zasedli bituriško glavno mesto Avaricum (Bourges) in pobili vseh 120.000 prebivalcev. Sledila je velika bitka pri Gergoviji, v kateri je Vercingetoriks zmagal in zadal Rimljanom velike izgube. Velike izgube so imeli tudi Galci, zato so se umaknili v utrdbo Alezijo.
V bitki pri Aleziji septembra 52 pr. n. št. je Cezar okoli mesta zgradil okope in ga začel oblegati. Vercingetoriks  je pozval preostale Galce, naj obkolijo in napadejo rimsko vojsko, zato je Cezar zgradil okop še na zunanji strani svojih položajev.  Galska vojska ni bila dovolj velika in je po ocenah štela od 80.000 do 250.000 mož. Začetni napadi so bili zaradi Vercingetoriksove odsotnosti neuspešni, Galci pa so nazadnje le našli šibko točko v rimski obrambi in naredili preboj. Cezar osebno je zbral še zadnje rimske rezerve in na koncu zmagal. Bitka pri Aleziji je bila odločilna bitka v ustvarjanju Rimskega cesarstva. 
Po Plutarhu se je Vercingetoriks predal na zelo dramatičen način: na lepo okrašenem konju je prijezdil iz Alezije in okoli rimskega tabora, potem pa se je ustavil pred Cezarjem, si sam snel oklep, sedel pred nasprotnikove noge in ostal negiben, dokler ga niso odpeljali. Cezarjev opis predaje je mnogo bolj skromen. Vercingetoriksa so odpeljali v Rim, kjer je bil pet let zaprt v Tulijanu, potem pa so ga med Cezarjevo triumfalno parado leta 46 pr. n. št. razkazovali po Rimu in nato usmrtili, verjetno z zadavljenjem, kot je bilo takrat v navadi.

## Spomeniki
Napoleon III. mu je leta 1865 na mestu, kjer naj bi stala Alezija, postavil sedem metrov visok spomenik kiparja Aiméja Milleta in arhitekta Eugèna Viollet-le-Duca. Spomenik še vedno stoji. Na njegovem podstavku je napis:
La Gaule unie
Formant une seule nation
Animée d'un même esprit,
Peut défier l'Univers.
(Združena Galija,
ki oblikuje eno samo ljudstvo,
ki živi v enotnem duhu,
lahko kljubuje vesolju).
V 19. stoletju so postavili mnogo Vercingetoriksovih spomenikov tudi drugod po Franciji, med njimi tudi Bartholdijevega na Place de Jaude v Clermont-Ferrandu.